# Corymica arnearia
Corymica arnearia är en fjärilsart som beskrevs av Walker 1860. Corymica arnearia ingår i släktet Corymica och familjen mätare. Inga underarter finns listade i Catalogue of Life.

## Bildgalleri

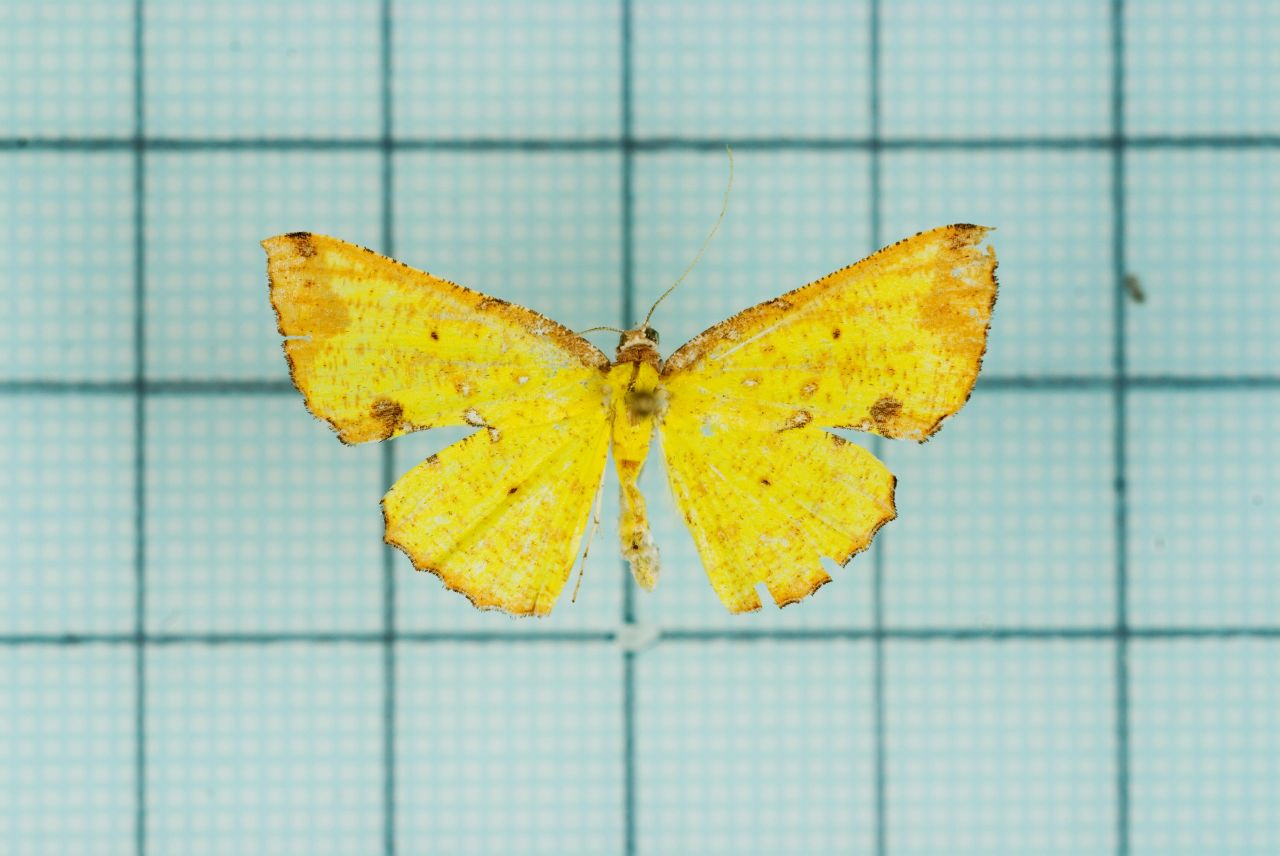